# Predrag Ž. Vajagić
Predrag Ž. Vajagić (Novi Sad, 1973) srpski je autor i publicista. Bavi se pisanjem kolumni, satiričnih eseja i priča od 2005. godine. Živi u Bačkoj Palanci, diplomirao je na Filozofskom fakultetu u Novom Sadu, smer Jugoslovenska književnost i srpskohrvatski jezik.  Objavljivao u listovima i časopisima Vreme
, "Danas", "Think Tank", "Etna", "Balkanski književni glasnik", "Polja", kao i na raznim književnim portalima. Jedan je od osnivača regionalnog književnog portala „Marginalac“ i Društva skrajnutih burevesnika.  Kolumne i eseje pisao je za mnoge časopise i književne portale.

## Izvodi iz kritika

### Iz recenzije Saše Stojanovića Čarlija
"Međutim,naš autor ume i ono što drugi ne znaju: da svakom tekstu podari "ono malo" duše, koliko god se - mi, oni, mi i oni, svejedno - trudili da je duboko zakopamo. Uprkos žigosanju bezobalnih gluposti - čega nemaju nameru olako da se odreknu -ovi tekstovi su čvrsto usidreni u onoj nikad mirnoj, a tako neophodnoj luci ličnih uspomena: samo pod tim uslovom, bizarnosti ne deluju toliko zastrašujuće, a Vajagićev humor - privezan za omču ili bukagije,izbor je velikodušno prepušten čitaocu - leže kao melem na ranu svakidašnjice..."

### Ljubomir Živkov  „Veliko spermanje”
"Knjiga je o svemu, najviše je o slobodi, o radosti i iskrenosti (iskrenost je jedno od najbogatijih, možda i neiscrpnih nalazišta humora: često je potrebno samo malo iskrenosti pa da publika, ogrezla u mutljavine i petljavine svih boja i dezena, prasne u smeh); „Zov“ je štivo humoristično, ne zato što bi autor da bude šeret, da, upravo on navodi reči jednoga pametnjakovića koji meni uze reč iz usta: neko ko je stalno duhovit, nesnosan je poput mladića koji ima hroničnu kijavicu, a nema šnuftiklu. Humor, dakle, nije Predragov cilj, nije čak ni sredstvo, nego je nusprodukt njegovog duha, čak i kad mu je naum da napiše esej, ovaj sin (posinak?) Panonske nizije će publiku u stotinu navrata nasmejati, ponekad piše kao paor kome je dodijalo da vodi konje upregnute u sejačicu, te ih pusti bez komande „oooo“ da nastave kao samohotka, valjda su nakon toliko krugova naučili sami da seju: konji bi posle nekog vremena stali, drugi bi nastavili preko lenije da seju ko zna čiju njivu, treća bi se zaprega, savesna i naviknuta na format njive i proceduru, pre lenije sama okrenula, ali ne bi nanišanila gde treba, iza sejačice bi sve vreme ostajalo osam ili dvanaest dostojanstvenih paralelnih tragova lula i semena: mi sejemo, la-la-la-la, cijeli dan i noć...
Predrag nam se Ž. Vajagić bavio i pajtonovcima, i Felinijem, i sobom samim (veličine te ponesu), opisao je svečane i uzvišene momente bračnog života, fiskulture, teretanskog sizifovanja, nije se libio ni libido da obradi, te je jedno od najopsežnijih poglavlja baš ono o samozadovoljavanju, hobiju najstarijem, kojem autor, svestran kako ga Bog stvorio, pristupa polifono, multitakorećidisciplinarno: od evolucije i Biblije, preko istorije književnosti i narodnog predanja, sve do naših dana koji su isti kao i bilo koji dan u povesti; delo mu nije antropocentrično, jer onaniji naginje i mnoga zverka, a ne samo dični homo sapijens kao poslednja reč evolucije..."

### Milan Janković – „Ukoričeni ubibol”
(Predrag Ž. Vajagić i Branislav Zukić – „Kucanj u prazno“, „Binder“ Beograd, 2014)
"Rablezijanski raspajtonisani, kao nastavljači neumrlog dela, po mom skromnom sudu, najvećeg  sina  francuskog naroda i narodnosti i „vejača ovejane suštine“, “gore (o)pomenuti autori“ su nam, tek onako uz reč, pokazali da su blagonadahnuti topioničari novokovanica, pružajući nam na uvid smišljenija, kakva su na primer: „akušerijatsko pravo“, „seksualna odmagala“, „kazanovajlija“, „kaf(kij)anski protokol“, „VKV lamentaš“, „loptognjav“, „obrazovanje (bolonjeze)“, „predi-zbornaja komanda“, „pridikaonica“, „dobrojavnici“, „budžetožderi“, „černobiljska hunjavica“, „novembarski svinjocid“, „krelac nedozrelac“... i sve tako redom, u istom maniru.
Leksičko inovatorstvo je, međutim,tek jedna od niza vrlina ove prozodije, koja je, po meni, jedinstvena u svojoj originalnosti, samosvojnosti i samodovoljnosti. Namenjene čitaocu namerniku, (nikako smerniku i lakoverniku), nanizane narativne jedinice razgaljuju, otklanjaju simptome nakrivonasađenosti te same sebe preporučuju kao dobrohotnu dozu ubibola te ništitelja zločestog holesterola."

## Dela
1. „Presovanje senki”, 2011, autorsko izdanje
2. „Zov poludelog sokolara” /mimologije i sumatreske/, 2012, Festival književnosti Think Tank Town, Leskovac
3. „Kucanju u prazno” / dojmovnik marginalizma/, Binder, Beograd, 2014.zajedno sa Branislavom Zukićem
4. „Paranojeva barka” / rečnik marginalizama/, Službeni glasnik, Beograd, 2017, zajedno sa Branislavom Zukićem

## Spoljašnje veze
- "Vreme"[мртва веза]